# General der Flakartillerie beim Luftwaffenkommando Südost
Der General der Flakartillerie beim Luftgaukommando Südost war eine Dienststelle der deutschen Luftwaffe während des Zweiten Weltkrieges auf Korpsebene. Die Aufstellung erfolgte am 1. November 1943. Am 20. Oktober 1944 wurde die Dienststelle abgewickelt. Einziger Kommandierender General war der General der Flakartillerie Helmut Richter mit Gefechtsstand in Saloniki (Griechenland). Dem Generalstab unterlag die operative Führung aller in diesem Bereich stationierten Flakverbände.
So unterstanden am 1. November 1943 die 5. Flak-Division sowie die 19. Flak-Division und ab August 1944 die 19. Flak-Division und 20. Flak-Division. Im Oktober 1944 wurde der Generalstab dann nach Fünfkirchen verlegt und am 20. Oktober 1944 in das Generalkommando des V. Flak-Korps umgegliedert.